# Kwobrup
Kwobrup is een plaats in de regio Great Southern in West-Australië.
Kwobrup ontstond als een nevenspoor ('siding') van de in 1912 geopende spoorweg tussen Katanning en Nampup. Het nevenspoor werd oorspronkelijk Yellanup genoemd. Omdat de naam te veel op Yallingup leek stelde de districtslandmeter voor het Kwobrup te noemen. Het was de Aboriginesnaam van een nabijgelegen moeras, in 1876 voor het eerst vermeld als 'Quaberup' en in 1905 als Kwobrup. Een mogelijke betekenis van de naam is "goede plaats".
Kwobrup maakt deel uit van het lokale bestuursgebied (LGA) Shire of Kent, een landbouwdistrict met Nyabing als hoofdplaats. Het ligt 326 kilometer ten zuidoosten van de West-Australische hoofdstad Perth, 180 kilometer ten noorden van Albany en 18 kilometer ten westzuidwesten van Nyabing.
Het Kwobrup-natuurreservaat ten noorden van het plaatsje maakt deel uit van de Important Bird Area 'Kwobrup-Badgebup', omdat meer dan 1 % van de broedende populatie bedreigde dunsnavelraafkaketoes er leeft. Ook de Stanleyrosella, de regentparkiet, de rosse kruiper, het blauwborstelfje en de grijsborstvliegenvanger worden er aangetroffen.
Aan de 'Kwobrup Dam' kan men naast enorm veel vogels onder meer de westelijke grijze reuzenkangoeroe, de Irmawallaby, mierenegels en blauwtongskinken waarnemen.